# Bagisara subusta
Bagisara subusta är en fjärilsart som beskrevs av Jacob Hübner 1827. Bagisara subusta ingår i släktet Bagisara och familjen nattflyn. Inga underarter finns listade i Catalogue of Life.